# معهد أبحاث الطاقة الكهربائية
معهد أبحاث الطاقة الكهربائية هو معهد يهتم بالمشاكل التي لها علاقة بصناعة الطاقة الكهربائية في الولايات المتحدة الأمريكية. ومعهد أبحاث الطاقة الكهربائية هو منظمة غير ربحية يقع في بالو ألتو في مقاطعة سانتا كلارا، كاليفورنيا. يهتم المعهد بجميع مشاكل توليد الكهرباء وتوزيعها.

## التاريخ
بعد جلسات الاستماع التي حدثت في مجلس الشيوخ الأمريكي عام 1970 والتي ناقشت عدم وجود دعم في مجال صناعة الطاقة قرروا إنشاء معهد أبحاث للتعامل مع مشاكل الطاقة وتطوريها. وتم إنشاء هذا المعهد عام 1973 كمنظمة مستقلة غير ربحية لإدارة برنامج البحوث بين القطاعين العام والخاص ليكون بداية النهضة في المجال الكهربي في العصر الحديث.
استمر عطاء هذا المعهد لأكثر من جيل وإتسع نطاقة إلى خارج الولايات المتحدة، فهو يوفر خدماته لأكثر من 1000 منظمة تهتم بدراسة الطاقة في أكثر من 40 دولة. وحصل على أكثر من 900 براءة إختراع. وأنشا أكبر برنامج لمعالجة الأمراض المرتبطة بالمجالات الكهربية والكهرومغناطيسية. وساهم في حل المسائل العلمية المتعلقة بالسرطان.

## الطاقة المتجددة
وفقا لريفز جيمس المدير السابق لمركز تقييم التكنولوجيا في معهد الأبحاث فإن الطاقة المتجددة كطاقة الرياح والكتلة الحيوية ستمثل ربع الطاقة المستخدمة في عام 2050 . وتوقع أيضا أن الطاقة الشمسية لن تلعب دورا هاما في منظومة الطاقة، ففي إبريل عام 2009 صرح لصحيفة نيويورك تايمز قائلا «أن الطاقة الشمسية لن تدخل في حساباتنا».